# Aisha (chanteuse)
Pour les articles homonymes, voir Aisha (homonymie).
Aisha de son vrai nom Aija Andrejeva est une chanteuse lettone née à Ogre le 16 janvier 1986.
Elle représente la Lettonie au Concours Eurovision de la chanson en 2010 avec la chanson What For? mais n'accède pas à la finale en terminant dernière de sa demi-finale.